# アメリカ級強襲揚陸艦
アメリカ級強襲揚陸艦（アメリカきゅうきょうしゅうようりくかん、英語: America-class amphibious assault ship）は、アメリカ海軍の強襲揚陸艦の艦級。
先行するワスプ級8番艦「マキン・アイランド」をもとに、ウェルドックの廃止と引き換えに航空運用機能を強化した発展型で、2007年・2012年度で1隻ずつが建造されたが、これら「フライト0」は舟艇の運用能力が低いことが問題視されたため、ウェルドックを復活させた「フライト1」が建造されることになっている。

## 来歴

### LPHからLHA、LHDへ
アメリカ海軍では、1950年代末より、ヘリボーンを組み込んだ新しい水陸両用作戦のための揚陸艦の整備に着手し、まず1958年度よりヘリコプター揚陸艦（LPH）としてイオー・ジマ級、1959年度からはドック型輸送揚陸艦（LPD）としてローリー級の建造を開始した。
ついで、艦隊としての重装備の揚陸能力を強化するため、LPHにLPDとしての機能を付与したLHA (Landing helicopter assault) が構想され、1969年度より、タラワ級強襲揚陸艦として建造を開始した。これはあまりに高価であり、当初予定されていた9隻の建造計画は5隻に削減されたが、1984年度からは、LCAC-1級エア・クッション型揚陸艇の運用に対応した発展型の建造が開始された。LHAの追加建造であると思われないよう、こちらは船体分類記号をLHD (Landing helicopter dock) に変更しており、ワスプ級として、まず7隻が建造された。

### LHD-8とLHA(R)
2000年代中盤にはタラワ級の退役開始が見込まれており、艦齢延長近代化工事（SLEP）も検討されたものの、コスト的に見合わないと判定され、代艦が建造されることになった。まず「タラワ」の代艦として、2002年度計画で「マキン・アイランド」（LHD-8）が建造された。同艦はワスプ級の8番艦と位置づけられているが、計画年度が大きく開いたことから、設計は大幅に改訂された。
続いてタラワ級2番艦以降の代艦としてLHA(R)計画が着手された。こちらはワスプ級の設計に拘泥せず、ゼロベースでの検討が実施され、様々な設計案が俎上に載せられたが、2004年4月6日、「マキン・アイランド」をベースとすることが発表された。2006年1月より詳細設計が開始され、2007年6月には1番艦の設計が発注された。これによって建造されたのが本級であり、2012年5月には2番艦の設計も発注された。

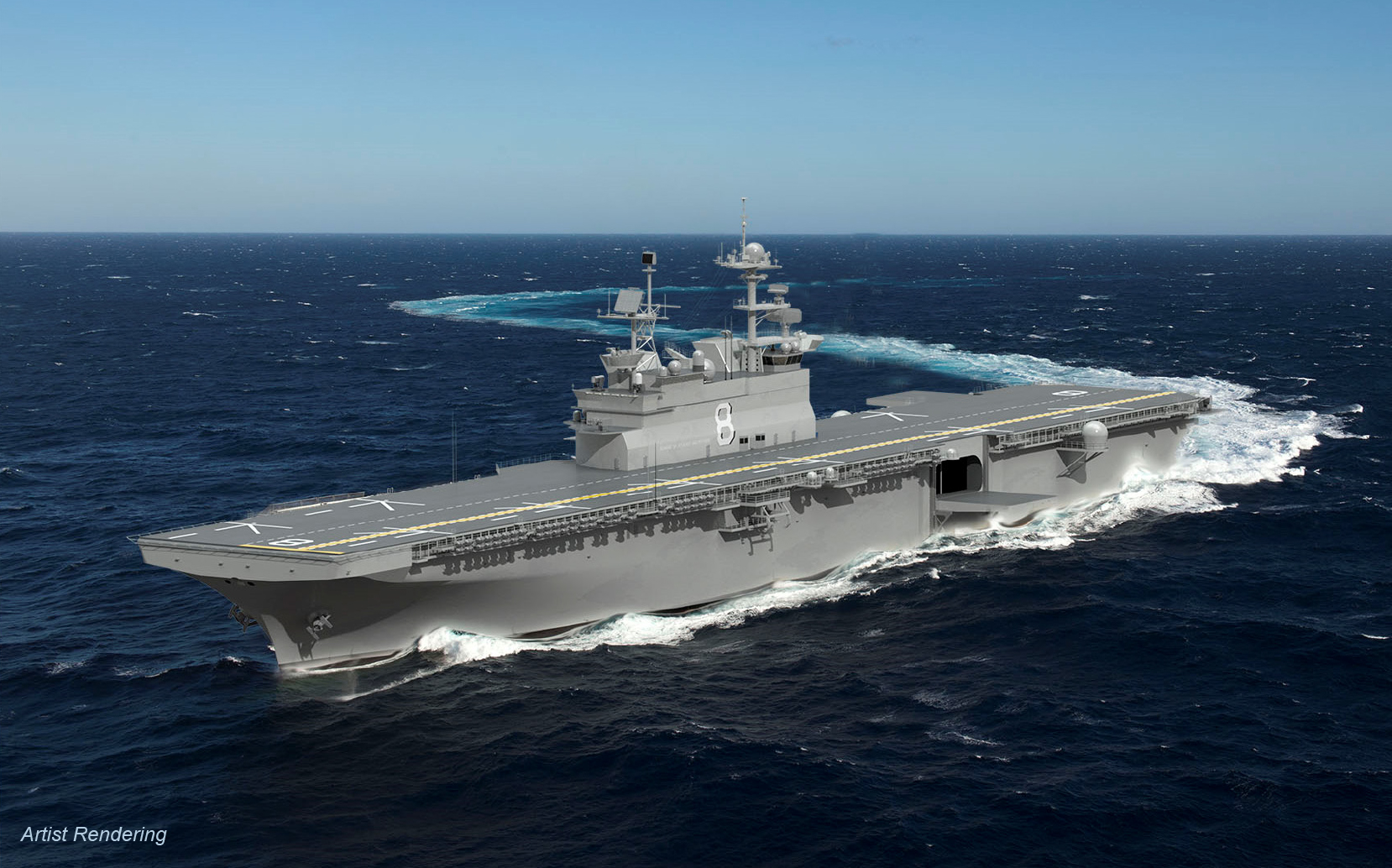
フライト1「ブーゲンビル」想像図

しかし、これら2隻の設計では舟艇の運用能力が低いことが問題になったことから、2012年には3番艦以降は大幅に設計を改訂した「フライト1」となることが決定された。2016年には、この設計による3番艦「ブーゲンビル」が発注された。

## 設計
上記の通り、計画段階では抜本的な設計変更も検討されており、ワスプ級よりも全長にして17メートル、最大幅にして3.35メートル拡大した50,000トン級の案や、これを更に拡大して上陸部隊2,000名を乗艦させられる53,000トン級の案も俎上に載せられた。また航空運用能力の強化が求められたことから、アングルド・デッキやスキージャンプ勾配の採用、更には飛行甲板中央部に艦橋構造物を設け、その両舷に飛行甲板を設定して、左舷側にヘリコプターやMV-22Bのための発着スポットを、右舷側にF-35Bのための滑走レーンを設定する革新的な案も検討された。しかし最終的に、コスト面の問題もあって、ワスプ級8番艦「マキン・アイランド」を発展させた設計に落ち着いており、45パーセントが共通となった。ただし諸般の改正や航空燃料の搭載量の増大などの影響で、排水量は2,000トン強増加している。
上記の通り、ワスプ級8番艦「マキン・アイランド」の設計はワスプ級1～7番艦と比べて多くの点で改訂されているが、最大の変更点が機関であった。従来のワスプ級では蒸気タービンを搭載していたのに対し、同艦は主機関にCODLOG方式（電気・ガスタービン複合推進（hybrid-electric propulsion system）とも）を搭載して就役したアメリカ軍初の艦であり、本級も同様の機関を採用している。これは、低速機としてはディーゼル発電機と補助電動機（APS）による電気推進、高速機としてはゼネラル・エレクトリック LM2500+ガスタービンエンジンによる機械駆動推進を行うもので、高速機と低速機の切り替えは12ノットを基準とする。ワスプ級の7番艦まで搭載されていた蒸気タービン主機関と同等の出力を備える一方、燃料消費を半分以下に低減できるという低燃費性を備えている。

## 能力

### 航空運用機能

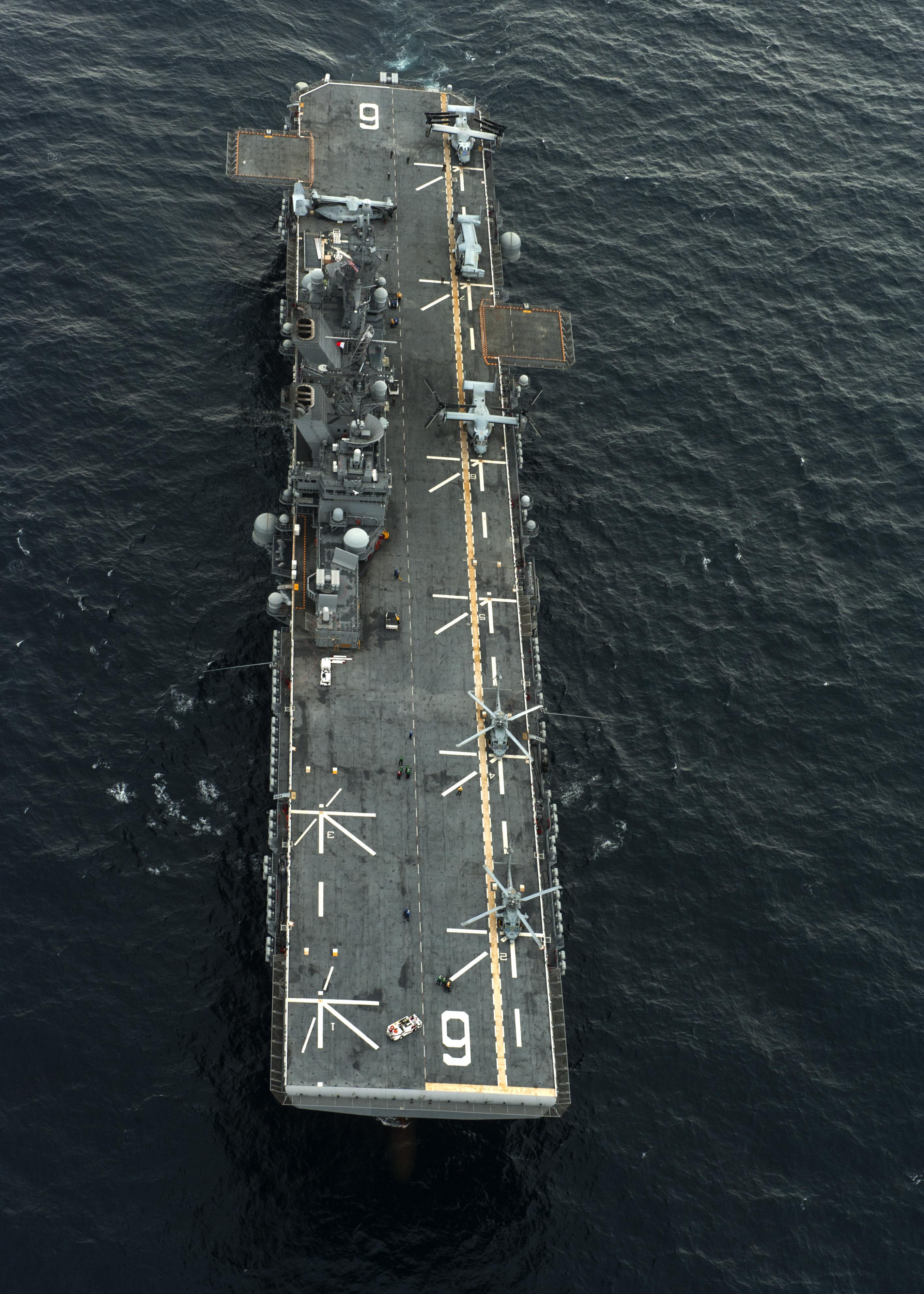
飛行甲板

全通飛行甲板は249.6×36.0メートルと、ワスプ級と同大になっている。レイアウトもほぼ同様で、ヘリコプター発着スポットは9ヶ所、エレベーターはデッキサイド式で2基（それぞれ力量34トン）が設けられているが、折りたたみ能力は削除されたともいわれている。
当初は西欧諸国の軽空母（イギリス海軍のインヴィンシブル級など）のようなスキージャンプ勾配の設置も検討されたが、STOVL運用の効率が向上するかわりにヘリコプターの発着に使えるスペースが減少することから、最終的には棄却された。なおF-35Bの運用に対応するため、飛行甲板の強化や耐熱塗装の改善などの改修が予定されている。
一方、格納庫は、ワスプ級と比べて艦首側・艦尾側ともに拡張されている。その床面積は、一説には約2,830平方メートルと言われており、5割弱の拡張となった。標準的な搭載機はワスプ級と同様で、MV-22B×12機、CH-53E/K×4機、AH-1Z攻撃ヘリコプター×4機、UH-1Y汎用ヘリコプター×3機、AV-8B×6機とされている。
本級では「ライトニング空母」（CV-L）としての活動も重視されており、この場合は、F-35B×16～20機程度と、空中給油機を兼ねるV-22を4機、あるいはF-35Bは同数としてMH-60Sを4～6機搭載することもできる。また特にこのような任務への対応として航空燃料の搭載量も強化されており、艦前後部のバラストタンクを航空燃料タンクに改修するなど各種の増載措置を講じた結果、搭載量は3,813トンに達したともいわれている。
なお、これらの航空艤装はフライトIでもほぼ維持され、フライト0で後日追加されたF-35Bの運用能力も当初から盛り込まれるが、格納庫高さが一部で削減されたことから大型機の整備スペースが縮小を余儀なくされており、航空燃料の搭載量もワスプ級と大差ない程度まで減少したという説もある。代わりに、フライト0ではアイランド前方に配置されていたESSM・RAMの発射機やレドームをアイランド上に全て移動して省スペース化。アイランド前方に大型スポンソンを追加し、駐機場や整備場とすることでデッキ操作を効率化している。

### 輸送揚陸機能
航空運用機能が強化された一方、トレードオフとして、従来のLHAで必須の装備であったウェルドックは廃止された。これに伴って、上陸部隊のための重装備の収容スペースも削減されており、車両甲板は11,760平方フィート (1,093 m2)、貨物搭載スペースは160,000立方フィート (4,500 m3)となった。
しかしアメリカ海兵隊はこのような揚陸能力の弱体化を嫌っており、2011年4月には、フライト1ではウェルドックを復活してエア・クッション型揚陸艇を運用できるよう設計変更すると発表された。LCAC揚陸艇を用いた揚陸能力を持たせるために排水量は50,000トンに拡大するが、搭載数はワスプ級の3隻から減って2隻となる。また、車両格納スペースはフライト0よりさらに減少している。
上陸部隊の収容能力もワスプ級より減少しており、1,687名（および予備184名）とされている。医療機能もワスプ級に比べて3分の2に削減されており、手術室は2室、歯科治療室が4室、病床24床とされる。

### 個艦戦闘機能
フライト0では、兵装・電装はほぼワスプ級と同様になっている。艦対空ミサイルとしてはESSMの8連装発射機とRAMの21連装発射機を2基ずつ、また砲熕兵器としてはファランクス 20mm CIWSを2基と75口径25mm単装機関砲を3基搭載したほか、12.7mm連装機銃も搭載されている。
C4IシステムとしてはSSDS Mk.2 mod.4Bを備えており、また上陸部隊のためにAFATDS（Advanced Field Artillery TDS）もある。レーダーとしては、3次元レーダーとしてAN/SPS-48E(V)10、対空捜索用にAN/SPS-49A(V)1、低空警戒用にAN/SPQ-9B、対水上捜索用にAN/SPS-73を搭載する。また航空管制用として、AN/SPN-35C、AN/SPN-41A、AN/SPN-43CおよびAN/URN-25戦術航法装置も搭載されている。
電子戦装置としては、AN/SLQ-32B(V)2 SEWIP電波探知妨害装置およびMk.53デコイ装置（Mk.137 mod.4 6連装発射機6基およびMk.137 mod.10 Nulka発射機2基）を搭載した。
一方、フライトIでは、3次元レーダーをAN/SPY-6(V)2 エンタープライズ対空捜索レーダー（EASR）に変更するなど、電測兵装の変更がなされるといわれており、艦橋構造物の設計も変更されるといわれている。

## 比較表

### 歴代強襲揚陸艦との比較
|              |            | LHA アメリカ級                | LHA アメリカ級                | LHD ワスプ級                  | LHD ワスプ級                  | LHA タラワ級 (最終状態)       | LPH イオー・ジマ級 (最終状態) |
| フライトI    | フライト0  | 8番艦                         | 1-7番艦                       |                               |                               | LHA タラワ級 (最終状態)       | LPH イオー・ジマ級 (最終状態) |
| ------------ | ---------- | ----------------------------- | ----------------------------- | ----------------------------- | ----------------------------- | ----------------------------- | ----------------------------- |
| 船体         | 満載排水量 | 50,000 t以上                  | 45,570 t                      | 41,335 t                      | 40,650 t                      | 39,300 t                      | 18,300 t                      |
| 船体         | 全長       | 257.3 m                       | 257.3 m                       | 257.3 m                       | 257.3 m                       | 254.2 m                       | 180.4 m                       |
| 船体         | 最大幅     | 32.3 m                        | 32.3 m                        | 42.7 m                        | 42.7 m                        | 38.4 m                        | 31.7 m                        |
| 機関         | 方式       | CODLOG                        | CODLOG                        | CODLOG                        | 蒸気タービン                  | 蒸気タービン                  | 蒸気タービン                  |
| 機関         | 出力       | 70,000 hp                     | 70,000 hp                     | 72,000 hp                     | 77,000 hp                     | 77,000 hp                     | 22,000 hp                     |
| 機関         | 速力       | 22ノット                      | 22ノット                      | 22ノット                      | 22ノット                      | 24ノット                      | 23ノット                      |
| 兵装         | 砲熕       | 25mm単装機関砲×2 - 4基        | 25mm単装機関砲×2 - 4基        | 25mm単装機関砲×2 - 4基        | 25mm単装機関砲×2 - 4基        | 25mm単装機関砲×2 - 4基        | 76mm連装砲×2基                |
| 兵装         | 砲熕       | ファランクス 20mmCIWS×2 - 3基 |                               |                               |                               |                               |                               |
| 兵装         | 砲熕       | 12.7mm連装機銃×3 - 8基        | 12.7mm連装機銃×3 - 8基        | 12.7mm連装機銃×3 - 8基        | 12.7mm連装機銃×3 - 8基        | 12.7mm連装機銃×3 - 8基        | ―                             |
| 兵装         | ミサイル   | ESSM 8連装発射機×2基          | ESSM 8連装発射機×2基          | シースパロー 8連装発射機×2基  | シースパロー 8連装発射機×2基  | ―                             | シースパロー 8連装発射機×2基  |
| 兵装         | ミサイル   | RAM 21連装発射機×2基          |                               |                               |                               |                               | シースパロー 8連装発射機×2基  |
| 航空運用機能 | 飛行甲板   | 全通（STOVL対応）             | 全通（STOVL対応）             | 全通（STOVL対応）             | 全通（STOVL対応）             | 全通（STOVL対応）             | 全通（STOVL対応）             |
| 航空運用機能 | 航空燃料   | 不明                          | 3,813 t                       | 1,960 t                       | 約1,200 t                     | 約1,200 t                     | 約1,200 t                     |
| 航空運用機能 | 搭載機数   | AV-8Bなら24機、F-35Bなら20機  | AV-8Bなら24機、F-35Bなら20機  | AV-8Bなら24機、F-35Bなら20機  | AV-8Bなら24機、F-35Bなら20機  | AV-8Bなら20機                 | AV-8なら12機                  |
| 航空運用機能 | 搭載機数   | MV-22Bなら42機                | MV-22Bなら42機                | MV-22Bなら42機                | MV-22Bなら42機                | CH-46なら38機                 | CH-46なら20機                 |
| 輸送揚陸機能 | 舟艇       | LCACなら2隻                   | なし                          | LCACなら3隻 LCM(6)なら12隻    | LCACなら3隻 LCM(6)なら12隻    | LCACなら1隻 LCM(6)なら20隻    | なし （7番艦のみLCVP×2隻）    |
| 輸送揚陸機能 | 上陸部隊   | 1個大隊揚陸チーム (約1,900名) | 1個大隊揚陸チーム (約1,900名) | 1個大隊揚陸チーム (約1,900名) | 1個大隊揚陸チーム (約1,900名) | 1個大隊揚陸チーム (約1,900名) | 1個大隊揚陸チーム (約1,900名) |
| 同型艦数     | 同型艦数   | 9隻予定                       | 2隻                           | 1隻                           | 7隻（1隻退役）                | 5隻（退役）                   | 7隻（退役）                   |

### 世界の強襲揚陸艦との比較
|              |            | アメリカ級 フライト1  | 076型                     | 075型                     | トリエステ                        | フアン・カルロス1世                            | ミストラル級                      |
| ------------ | ---------- | --------------------- | ------------------------- | ------------------------- | --------------------------------- | ---------------------------------------------- | --------------------------------- |
| 船体         | 満載排水量 | 45,000 t              | 41,000 t                  | 36,000 - 40,000 t         | 38,000 t                          | 27,082 t                                       | 21,500 t                          |
| 船体         | 全長       | 257.3 m               | 252 m                     | 232 m                     | 245 m                             | 230.82 m                                       | 210 m                             |
| 船体         | 全幅       | 32.3 m                | 43 m                      | 36 m                      | 36 m                              | 32 m                                           | 32 m                              |
| 機関         | 方式       | CODLOG                | IFEP                      | CODAD                     | CODOG＋電気推進                   | CODAGE                                         | ディーゼル・エレクトリック        |
| 機関         | 出力       | 70,000 hp             | 不明                      | 65,000 hp                 | 102,000 hp                        | 29,500 hp                                      | 19,040 shp                        |
| 機関         | 速力       | 22 kt                 | 不明                      | 22 kt                     | 25 kt                             | 19.5 kt                                        | 18.8 kt                           |
| 兵装         | 砲熕       | ファランクスCIWS×2基  | H/PJ-11 CIWS×2-3基        | H/PJ-11 CIWS×2-3基        | 76mm単装砲×3基                    | 20mm機関銃×4基                                 | 30mm単装機関砲×2基                |
| 兵装         | 砲熕       | 12.7mm連装機銃×7基    | H/PJ-11 CIWS×2-3基        | H/PJ-11 CIWS×2-3基        | 25mm単装機関砲×3基                | 12.7mm機関銃×2基                               | 12.7mm機関銃×4基                  |
| 兵装         | ミサイル   | ESSM 8連装発射機×2基  | HHQ-10 18連装発射機×2-3基 | HHQ-10 18連装発射機×2-3基 | VLS×16セル （アスターまたはCAMM） | －                                             | SIMBAD 2連装発射機×2基            |
| 兵装         | ミサイル   | RAM 21連装発射機×2基  | HHQ-10 18連装発射機×2-3基 | HHQ-10 18連装発射機×2-3基 | VLS×16セル （アスターまたはCAMM） | －                                             | SIMBAD 2連装発射機×2基            |
| 航空運用機能 | 飛行甲板   | 全通（STOVL対応）     | 全通                      | 全通                      | スキージャンプ勾配つき全通        | スキージャンプ勾配つき全通                     | 全通                              |
| 航空運用機能 | 搭載機数   | F-35B×6機             | 不明                      | ヘリコプター×30機         | F-35B×4-8機                       | AV-8B×10機 ※将来はF-35Bも考慮                  | ヘリコプター×16機                 |
| 航空運用機能 | 搭載機数   | ヘリコプター×20機以上 | 不明                      | ヘリコプター×30機         | ヘリコプター×6-9機                | ヘリコプター×12機                              | ヘリコプター×16機                 |
| 輸送揚陸機能 | 舟艇       | LCAC-1級×2隻          | LCAC×2-3隻                | LCAC×2-3隻                | 70 t LCU×4隻 またはLCAC-1級×1隻   | LCM-1E型×4隻と複合艇×4〜6隻 またはLCAC-1級×1隻 | LCM×8艇 LCU×2艇またはLCAC-1級×2隻 |
| 輸送揚陸機能 | 上陸部隊   | 約1,900名             | 1,000名以上               | 約1,600名                 | 1,043名                           | 902名                                          | 短期:900名、長期:400名            |
| 同型艦数     | 同型艦数   | 9隻予定               | 不明                      | 3隻（5隻計画中）          | 1隻                               | 1隻（準同型3隻）                               | 3隻（準同型2隻）                  |

## 同型艦
11隻がインガルス造船所で建造予定。なお上記の通り、フライトI以降は全面的な再設計が予定されている。
当初、3番艦は2016年度予算での建造が計画されていたが、2013年度の建造計画では2017年度予算に延期。以後、4番艦が2018年度、5番艦が2020年度、6番艦が2022年度予算での建造を計画されている。
4番艦の建造は国境の壁の建造による費用捻出の為に6.4億ドルから1.9億ドルに減らされ契約が結ばれた為、次年度の支払いが増えている。
| フライト | 艦番号 | 艦名                                          | 発注            | 起工           | 進水           | 就役            | 母港                                  |
| -------- | ------ | --------------------------------------------- | --------------- | -------------- | -------------- | --------------- | ------------------------------------- |
| 0        | LHA-6  | アメリカ USS America                          | 2007年 6月1日   | 2009年 7月17日 | 2012年 6月4日  | 2014年 10月11日 | 長崎県佐世保市 佐世保基地             |
| 0        | LHA-7  | トリポリ USS Tripoli                          | 2012年 5月31日  | 2014年 6月22日 | 2017年 5月1日  | 2020年 7月15日  | カリフォルニア州 サンディエゴ海軍基地 |
| I        | LHA-8  | ブーゲンビル USS Bougainville                 | 2016年 6月30日  | 2019年 3月14日 | 2023年 9月30日 |                 |                                       |
| I        | LHA-9  | ファルージャ USS Fallujah                     | 2022年 10月27日 | 2023年 9月20日 |                |                 |                                       |
| I        | LHA-10 | ヘルマンド・プロヴィンス USS Helmand Province |                 |                |                |                 |                                       |